# Liberga
Liberga este o localitate din comuna Šmartno pri Litiji, Slovenia, cu o populație de 54 de locuitori.